# Čínská opera

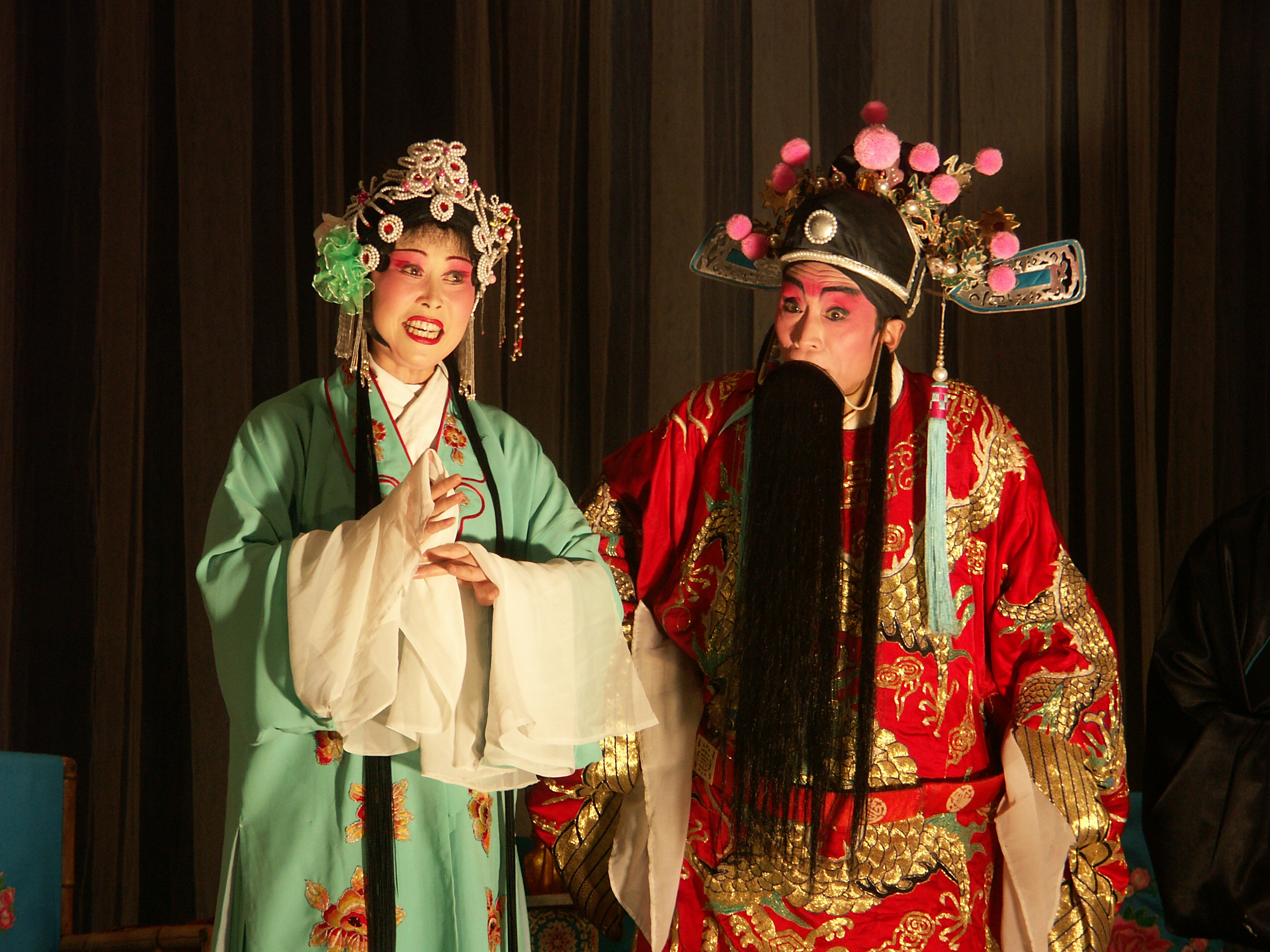
Čínská opera

Čínská opera je označení pro hudebně-dramatické umění, které se v průběhu staletí vyvinulo v Číně. Na rozdíl od evropské opery vznikla čínská opera v lidových kruzích a uměním nejvyšší společnosti se stala teprve později. Existuje celá řada žánrů čínské opery, odlišených především regionálně, z nichž nejznámější je pekingská opera. V době kulturní revoluce byla čínská opera zakázána a nahrazena maoistickými propagandistickými vystoupeními, od konce 70. let 20. století se řada čínských umělců opět snaží tuto tradici oživit.

## Historie čínské opery
První zmínka čínské opery je doložena už v raném období Číny a v říši Tchang, kdy císař Süan-cang založil hereckou školu „Hrušňový sad“, která měla učit především o hudebních dramatech (pojem „Hrušňový sad“ se později začal užívat jako pojem pro čínské opery). Centrem opery se stala provincie Šen-si. Následně se rozvíjela za vlády dynastie Sung. Během dynastie Ming se nejdůležitější operní formou stala opera Kchun-čchü(zrodila se z regionální melodie Kunshan a následně se rozmohla od 16. do 18. století). 
Forma Kchun-čchü opery byla natolik populární, že byly v této době vytvořeny nejznámější operní díla: Pivoňkový pavilon, Vějíř broskvového květu, Romance Tří Království a Cesta na Západ. Tato forma se nápadným způsobem přibližovala evropskému divadlu v předalžbětinském období – například ženské role hráli chlapci a scéna byla velmi prostá.
Tradiční čínská opera se od těchto dob významně nezměnila, repertoár neobohatily žádné nové příběhy.
Razantní změny nastaly s koncem dynastie Čchin a vznikem Čínské lidové republiky. Změny propojené s pokusy o modernizaci čínské opery v první polovině 20. století zachycuje známý film Sbohem, má konkubíno .

### Opera po vzniku Čínské lidové republiky
Čínská lidová republika dala čínské opeře možnost rozkvětu. Na repertoáru byly jak staré, tradiční hry, tak i nové, moderní. V 60. letech 20. století byla vytvořena opera na objednávku čínské komunistické vlády, kdy jejím prostřednictvím propagovala právo lidu postavit se proti feudalismu. Jenže tato hra s názvem Hai Rui opouští úřad na námět z období dynastie Ming evokovala v lidech spíše kritiku Maovy vlády, tudíž byla následně stažena z repertoáru a její autor byl uvězněn a následně zemřel.

### Zásah kulturní revoluce do vývoje opery
Kulturní revoluce přinesla významné změny v podobě oproštění se od minulých standardů. Maova čtvrtá manželka herečka Ťiang Čhing, známá též jako Madam Mao, se stala reformátorkou umění. Tradiční pekingskou operu během kulturní revoluce zakázali, jelikož vyprávěla o starých, feudálních strukturách společnosti. Na popud reforem Ťiang Čhing byl vydán malý repertoár „revolučních oper“, které se držely klasické formy, ale vyprávěly nové příběhy, v nichž zlosyni byli příslušníci aristokracie, obchodní a nebo majitelé půdy. Hudba i tance byly původní z klasické tradice, avšak kostýmy a narativní složka byly zmodernizované.
V tomto duchu vznikly opery o rolnických vzpourách ve 20. letech 20. století (Rudá hlídka na jezeře Honghu, Dívka s bílými vlasy, Překonání řeky Dadu), také opery protijaponské (Revoluce pokračuje, Jiskra v rákosí) nebo opery o korejské válce.
Od 80. let 20. století začali přivádět k životu původní klasické podoby čínské opery, které se dostaly i na Seznam světového kulturního dědictví UNESCO.

## Druhy čínské opery
V Číně existují stovky regionálních variant čínské opery. Nejznámější z nich je pekingská opera.
Mezi další známé druhy čínských oper patří:
- opera z provincie Šan-si - akrobatické vsuvky a chrlení ohně.
- Šanghajská a huju opera - moderní, využívá jednodušší kostýmy i make-up, populární v 20. a 30. letech 20. století.
- opera kantonská - akrobacie, prvky bojových umění [5]

### Pekingská opera
Pekingská opera je jednou z „místních/regionálních oper“. Tato forma nemá v Evropě obdoby a s evropskou klasickou operou toho nemá moc společného. Byla velice populární hlavně ve staré Číně.
Pekingská opera vznikla v období dynastie Čchin za císaře Čchien-lunga. Během cesty po jižní Číně navštívil opery v An-chuej a Che-pej a přivezl místní náměty do Pekingu, kde pak nechal vzniknout nové formě opery. Je jednou z nejznámějších forem čínské opery.
Děj má ve většině historickou, politickou nebo válečnou tematiku. Námět jsou inspirovány legendami, lidového vyprávění, historií a z literatury. Hrají se ve dvou formách; celovečerní dvouhodinové představení, nebo 20-30 minutové aktovky. Pekingské opery jsou vizuálně velmi propracované.
Běžným znakem pekingské opery je nejen zpěv, ale také mluvené slovo, akrobatické prvky, pantomima a prvky bojových umění .
V pekingské opeře se vyskytují čtyři hlavní typy postav:
- mužská = sheng
- ženská = dan (šest partů od počestné dívky až po stařenku) -> mají přirozené líčení
- jing = „namalované obličeje“ - nejpůsobivější, nejvýraznější osobnost; barevné vzory - symbolizují jejich vlastnosti
- komediální postava chou - bíle pomalovaný obličej

Představení bývá doprovázeno šesti nebo sedmi hudebníky s tradičními nástroji. Využívají se nástroje strunné (čínské dvoustrunné housle erhu, třístrunná loutna sanxian či tradiční loutna pipa), které podtrhávají sílu zpěvu. Dále bicí nástroje (klapačky, bubny, gongy) sloužící k přerušení děje. Někdy se objeví i nástroje dechové: flétna, čínský roh, suona.

## Představení
Představení se většinou skládá z kratších her bez přestávek. Důraz kladou na příběh hry, je potlačena psychologie postav. Jeviště bylo třístranné a otevřené. Typické bylo minimální využití kulis (možnost venkovních her, v chrámech či na tržištích). Kulisy byly nahrazeny bohatou gestikulací herců, významné využití symbolických pohybů.  Jednoduchost jeviště vyvažovaly zdobené kostýmy a velkolepé a bujaré líčení.
Charakteristickým znakem čínské opery jsou bílé "vodní" rukávy. 

## Studium, nároky a vykonávání práce herce v čínské opeře
Na herce čínské opery byly kladeny obrovské nároky. Student čínské opery se musí naučit „chang, nian, zuo, da“ („zpívat, mluvit, hrát a bojovat“). Lidé, kteří se chtěli věnovat studiu operního herce, se začínali učit již kolem sedmi či osmi let. Měli tréninky gymnastiky i bojových umění  a také hodiny zpěvu a hry. Studenti se snažili co nejpřesněji napodobovat svého mistra. Jejich trénink byl nejen fyzický, ale také emocionální. Identifikovali se časem do své typologie role - zloduch, komediant atd.
Herci museli také dokonale ovládat líčení, které se provádí podle určitých pravidel a společně s kostýmem pomáhá divákům určit charakter ztvárňované postavy. Barvy líčení měli svůj symbolický význam:
- bílá - zloduši
- černá - laskavé, silné postavy
- zářivá červená a žlutá - generálové a bojovníci,
- červená - loajalita, odvaha
- fialová - vážnost, poctivost,
- zelená - prudkost, impulzivita
- modrá - tvrdost, vytrvalost.

Kladné postavy mívají prosté, jednoduché vzory, naopak líčení záporných postav je složité a propracované.
Soustředění publika bylo často zaměřováno právě na herecké výkony. Vzhledem k tomu, že repertoár byl poměrně úzký, většina publika již znala děj hry.